# Museu da Carris
O Museu da Companhia Carris de Ferro de Lisboa  é um museu e um centro cultural, que apresenta ao público o passado, presente e futuro dos transportes públicos da cidade de Lisboa e onde convivem exposições temáticas com os mais diversos eventos culturais e empresariais.
Está situado na zona ribeirinha da cidade, na freguesia de Alcântara, num eixo cultural importante de Lisboa que integra o Museu do Oriente, o Palácio Nacional da Ajuda, o Museu dos Coches, o Museu da Presidência da República, o Mosteiro dos Jerónimos e o Centro Cultural de Belém. 
O Museu localiza-se na Estação de Santo Amaro, onde se encontram todos os elétricos de Lisboa.
Inaugurado a 12 de Janeiro de 1999, o Museu da Carris é parte integrante da Companhia Carris de Ferro de Lisboa e expõe viaturas, maquetas e documentos e objetos do quotidiano que contam a história do transporte público da capital lisboeta. Integra a Rede Portuguesa de Museus desde 2010.
O Museu da Carris em Lisboa, divulga ao público as suas memórias, que ao longo de mais de um século prestou ao crescimento de Lisboa, cidade que se desenvolveu também graças à evolução dos sistema de transportes públicos.
O seu acervo patrimonial que permite, através de objetos de valor histórico e documental em exposição a divulgação do património, e contribuir para uma função social através do desenvolvimento deste espaço cultural. 
O Museu da Carris conduz o visitante a uma viagem no tempo, através de raros documentos e objetos postos à sua disposição: relatórios, fotografias, uniformes, títulos de transporte, equipamento oficinal, elétricos, autocarros etc.
Em 1997, aquando da alienação de 24 unidades de elétricos não-remodelados, a direção da Carris colocara já parte da frota histórica de reserva para o então ainda futuro Museu da Carris.
O Museu da Carris foi inaugurado em 1999 pelo então presidente da República, Jorge Sampaio.

## Arquitetura
O Museu está dividido em três núcleos, sendo dois deles situados em antigas oficinas desativadas. O 1º núcleo situa-se no edifício que serviu de sede da empresa, o antigo Palácio dos Condes da Ponte, adquirido pela empresa em 1874.

## Acervo

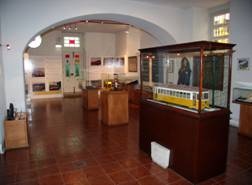
Núcleo 1

O primeiro núcleo, instalado no antigo edifício sede da empresa, está organizado em salas dispostas temática e cronologicamente de modo a permitir ao visitante uma viagem no tempo, iniciada com a constituição da empresa e veículos de tração animal, prosseguida com o aparecimento dos ascensores e a adoção da tração elétrica e finalizada com o percurso seguido ao longo de todo o século XX. 
Nas vitrinas, vêem-se documentos alusivos a momentos marcantes da história da Empresa e objetos do seu quotidiano. As maquetas trazem à memória não só os elétricos e os autocarros mas também os ascensores. A atualidade chega com informação sobre os últimos modelos de carros elétricos e autocarros. Salienta-se ainda a reconstituição de uma área administrativa e de um posto médico.

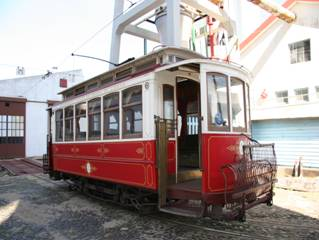
Elétrico de ligação entre os núcleos do Museu

A ligação entre os núcleos de exposição é efetuada com o recurso a um carro elétrico das coleções do Museu que, entrado ao serviço em 1901, ostenta atualmente o aspeto que lhe foi conferido em meados da década de 60, quando da sua adaptação a serviços de turismo.
|  |  |  |  |

O segundo núcleo contém essencialmente viaturas e máquinas do parque oficinal e está organizado em duas naves, que foram antes oficinas da Carris. 
A nave 1 contém um conjunto de viaturas, desde a tração animal à tração elétrica, recuperadas à data de entrada ao serviço e que estabelecem a ligação entre os finais do século XIX e os finais da década de 40 do século XX. 
Na nave 2 encontram-se uma Subestação e uma Oficina de Tipografia, com todos os seus equipamentos, e carros elétricos e autocarros datados entre os inícios da década de 50 e a atualidade. No novo espaço denominado “Sala Multimédia”, os visitantes podem visualizar o filme “Viagens Com Vida”, que reúne um conjunto de testemunhos de antigos colaboradores da empresa, que nos relatam experiências únicas vividas no tempo que trabalharam na CARRIS.
No núcleo 3 há uma série de viaturas, desde carros de trabalho a autocarros de serviço público, que aguardam restauro.
A Galeria do Museu é um local destinado a exposições temporárias, que vão da pintura à escultura e fotografia .

## Centro de Documentação
O Centro de Documentação do Museu da Carris permite a consulta de obras e documentos (livros, documentação da empresa, plantas e desenhos) sobre a evolução histórica da empresa e dos transportes públicos de Lisboa. É constituído ainda por um Arquivo Fotográfico do Museu, em formato papel ou digital.

## Serviço Educativo
|  |  |

O Museu da CARRIS permite ainda a realização de atividades tais como jogos de pistas, ateliers pedagógicos e festas de aniversário para crianças  e está a desenvolver um projeto de Serviço Educativo com novos conteúdos.